# Magyar Királyi Szent István-rend

Magyar Királyi Szent István Rend első adományozása – 1764. május 5-én

Hasonló nevű további rendeket és lovagrendeket lásd itt.

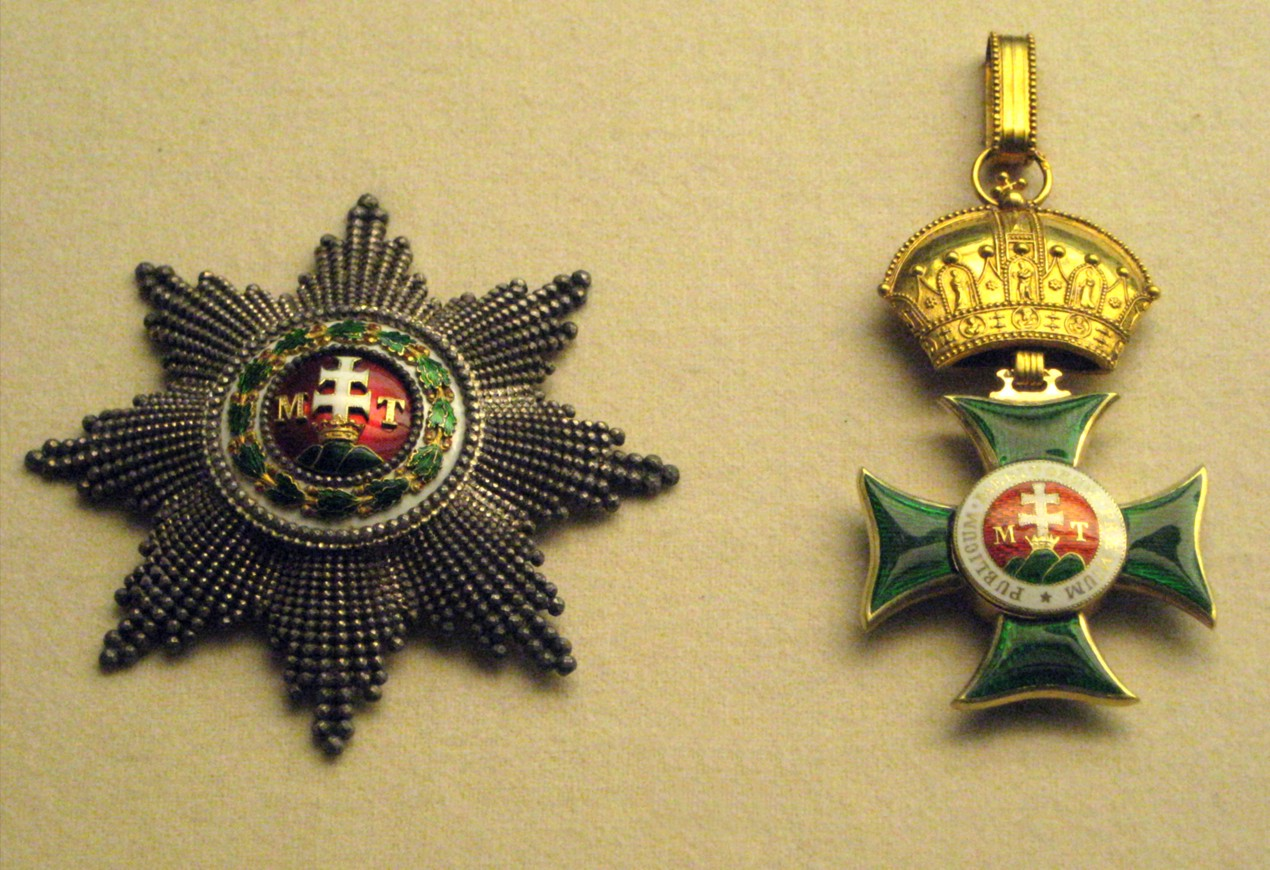
A Szent István-rend keresztje és csillaga

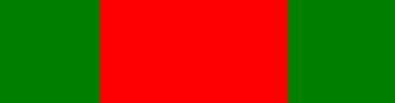
A rend szalagsávja

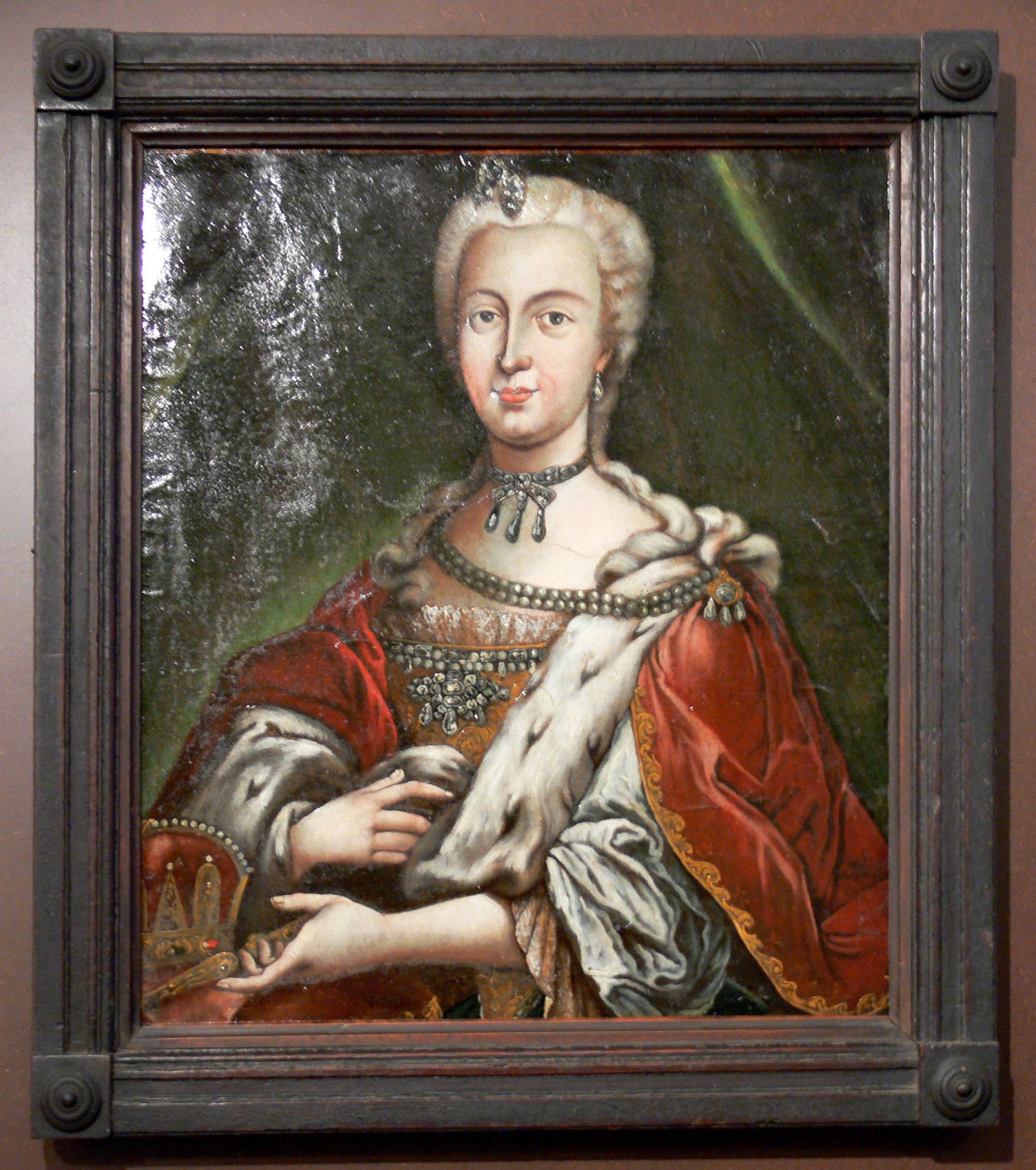
Mária Terézia magyar királynő, a Szent Koronával

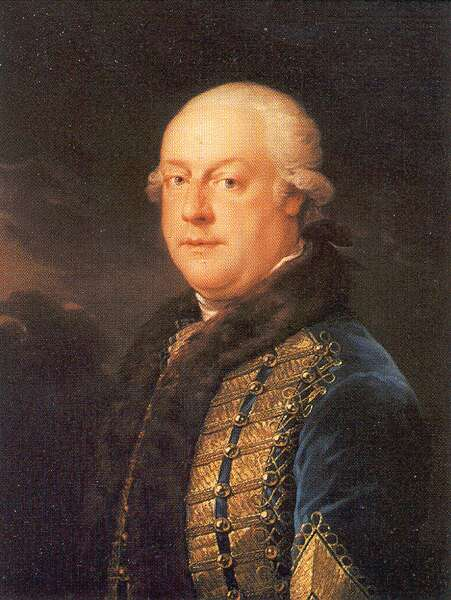
Gróf Esterházy Ferenc kamarai kancellár, a Szent István-rend felterjesztője és első kancellárja

A Szent István-rend, 1938-tól: Magyar Királyi Szent István-rend (németül (Königlich Ungarischer) Sankt Stephans Orden, latinul Ordo Equitum Sancti Stephani Regis (Hungariae) Apostolici, a Magyar Királysághoz kötődő lovagrend, amelyet 1764-ben Mária Terézia magyar királynő alapított. A Katonai Mária Terézia-rend mellett ez lett a Habsburg Birodalom legjelentősebb kitüntetése. A Szent István-renddel olyan kiváló polgári és egyházi érdemeket jutalmaztak, amelyek a Magyar Királysághoz is kötődtek. A rend nagymesteri tisztségét 1938-ban Horthy Miklós kormányzó vette át. A rendet 1946-ban a II. Magyar Köztársaság kikiáltásakor szüntették meg. 2011-ben alapították újra Magyar Szent István-rend néven.

## Története

### Alapítása
A középkori lovagrendek után Európában a 17-18. század az abszolút monarchiák kialakulása és a nagy katonai érdemrendek alapításának évszázada. 18. század közepétől az uralkodók sorra alapították meg az újkori érdemrendeket. Az e korban vívott nagyhatalmi háborúk története tükröződik a katonai érdemrendek történetében is. Franciaországban ekkor alapították a Szent Lajos-rendet, a Szász Választófejedelemségben a katonai Szent Henrik-rendet (1736), az Orosz Birodalomban a Szent György-rendet, a Habsburg Birodalomban pedig a Mária Terézia osztrák uralkodó főhercegnő 1757-ben megalapította a Katonai Mária Terézia-rendet. Az újkori rendi tagságot már nem a születéskor szerzett előjog, hanem a háborúban, politikában, diplomáciában megszerzett tényleges érdemek alapján lehetett elérni.
Az 1741-es országgyűlésen a dömölki apát egy új nemesi lovagrend létrehozását indítványozta, amelyet az első magyar királyról, Szent Istvánról javasolt elnevezni. Pandula Attila, a falerisztika mai kutatója ebből az indítványból eredezteti a Szent István-rend két és fél évtizeddel későbbi megalapítását.
A hétéves háború (1756–1763) a Habsburg Birodalmat súlyos anyagi helyzetbe sodorta. Az államadósság egy részének átvállalását a Magyar Királyság rendjeitől várták el. Az utolsó rendi gyűlést 1751-ben tartották, a királynő újra egybe akarta azt hívni 1764. július 17-re. Esterházy Ferenc gróf (1715–1785), aki 1762 óta a magyar kamarai kancellár tisztségét töltötte be, már korábban, 1760-ban benyújtott egy részletes, 25 pontból álló, francia nyelven leírt javaslatot a királynőnek egy civil érdemrend létrehozására, az 1757-ben alapított Katonai Mária Terézia-rend mintájára. Konzervatív udvari csoportok, köztük az Udvari Kamara elnöke, Chotek gróf, és maga a császár, Lotaringiai Ferenc is ellenezték a tervet, amely ekkor még nem valósulhatott meg.
A rendi gyűlés előkészületei során Esterházy 1764. január 30-án újabb tervezetet nyújtott be a királynőnek. Úgy érvelt, a gyűlésen megjelenő magyar rendekre pozitív hatást gyakorolhatna a Szent István-rend megalapítása. A konzervatív udvari körök, élükön Lotaringiai Ferenc császárral tartott a Katonai Mária Terézia-rend és az ősi Aranygyapjas rend tekintélyének csorbulásától, ezért Kaunitz kancellár bizonyos módosításokat kívánt, ezeket Esterházy elfogadta. Végleges tervezetét 1764. február 20-án nyújtotta be, és még ugyanerről a napon megszületett a királynői kézirat is, amelyben Mária Terézia Esterházy Ferenc grófot az újonnan alapítandó Rend kancellárjává nevezte ki.
A Szent István-rendet 1764. május 5-én alapította meg ünnepélyesen Mária Terézia osztrák főhercegnő, magyar királynő, VI. Károly német-római császár leánya. A korabeli magyar politikusok nézete szerint a rend alapításának aktusát Mária Terézia a Magyar Királyság uralkodójának minőségében tette. A rend eredeti alapító okiratában foglaltak szerint a Szent István-rend nagymesteri tisztsége „mindenkor a magyar koronával van egybekötve”.
Másnap, május 6-án már megtörténtek az első ünnepélyes adományozások (Promotion). A kitüntetendő személyekről folyó viták során Esterházy Ferenc gróf kitűnő diplomáciai érzékkel mindvégig azt hangsúlyozta, hogy ő maga csak a magyar nemesség szolgálatainak értékelésében tekinti magát illetékesnek, a külföldi tagokra Kaunitz államkancellár tehet javaslatot. A Rend magyar jellegének kimutatására erős hangsúlyt helyeztek: a királynő magyar viseletben jelent meg, kíséretét kizárólag magyar nemesek alkották. A bécsi magyar testőrségnek is jelentős szerep jutott a reprezentatív események során.
A Szent István-rend eredeti latin nyelvű jelmondata ez volt: „Publicum meritorum praemium”, azaz „A köz szolgálatában szerzett érdemek jutalma”.
Az alapító beszédekben azt hangsúlyozták, hogy a magyar királynő egy Szent István király korából származó lovagrendet újított fel. Ezt tükrözi a Rend szabályzata, és az alapítás alkalmából kiadott emlékérem mindkét oldalának felirata is. A történelmi tények ennek ellentmondanak: az első ismert egyházi lovagrendeket csak a 12. századtól kezdve alapították, a világi rendeket pedig a 14–15. századtól kezdve. Az hivatalos indoklásnak e része puszta legendaként tekintendő.

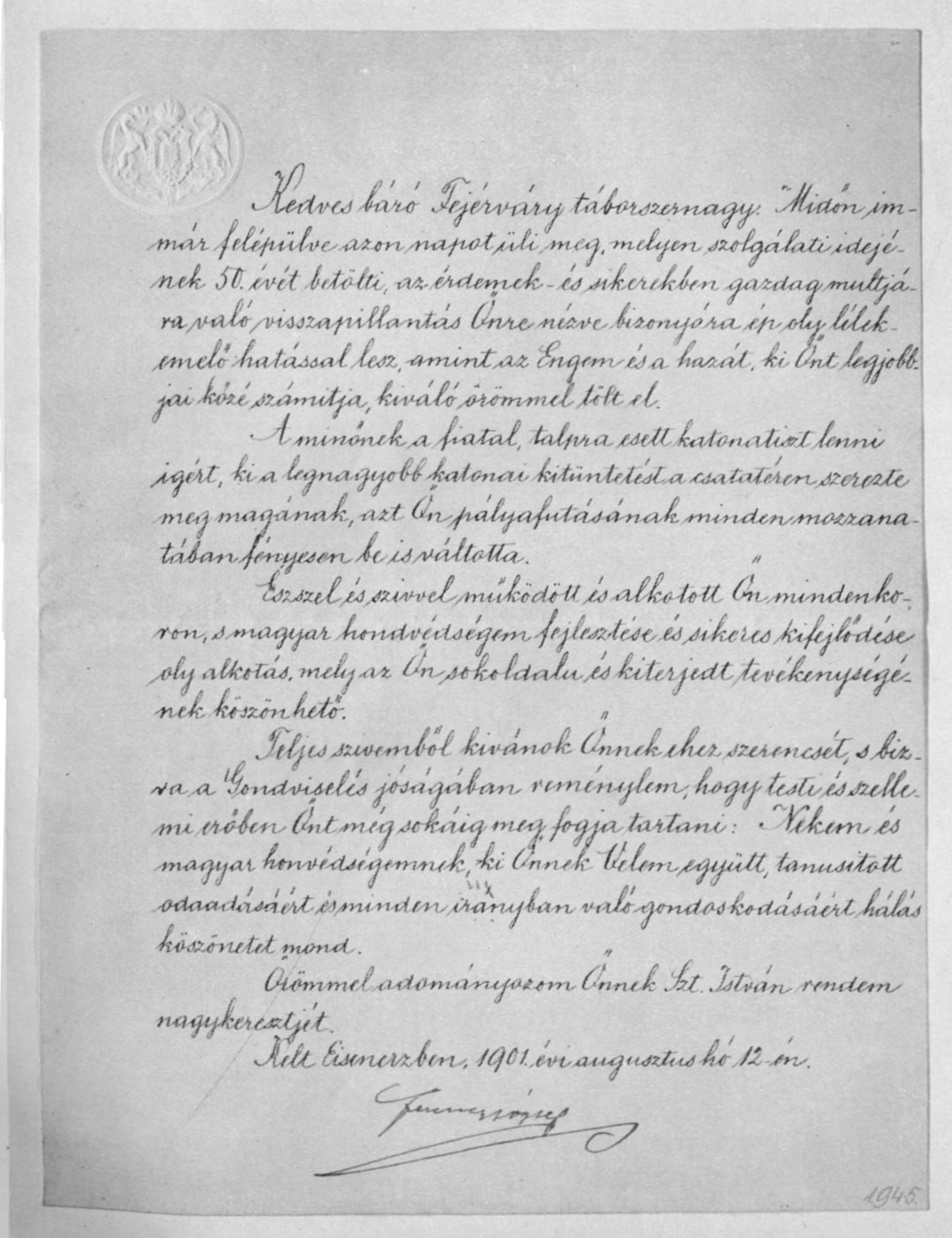
Ferenc József köszöntőlevele báró Fejérváry Gézához 50 éves katonai szolgálata alkalmából, melyben egyúttal értesíti, hogy neki adományozza a Szent István-rend nagykeresztjét (1901)

### A Habsburg Birodalom (1764–1867) és az Osztrák–Magyar Monarchia (1867–1918) idején
A Rend külsőségeiben a régi lovagrendek mintáját követte. A három osztályos rendet (nagy-, közép- és kiskeresztet) csak férfiaknak adományozhatták, az egyetlen kivétel maga Mária Terézia királynő volt, aki egyben a rend első nagymesteri tisztségét is viselte. Férje, Lotaringiai Ferenc császár az Aranygyapjas rend és a Katonai Mária Terézia-rend nagymestere volt. Ferenc császár halála (1765) után fia, II. József császár vette át ezeket a tisztségeket, ezek mellé Mária Terézia reá ruházta a Szent István-rend nagymesteri tisztét is.
Az alapító a Rend tekintélyének szilárdságát azzal is biztosítani kívánta, hogy a rendtagok létszámát az alapszabályban korlátozta. Az eredeti alapszabály szerint a rendnek 20 nagykeresztes, 30 középkeresztes és 50 kiskeresztes tagja lehetett. A rendtagok számára díszes öltözéket terveztek. A nagykeresztesek rendi láncot is viseltek. A rendi csillagot kezdetben a ruhájukra felvarrva viselték. A kitüntetés nagykeresztje vállszalagon függött, a hozzá tartozó csillagot „hétköznapokon” viselték a kitüntetett uralkodók, és a kiemelkedő érdemeket szerzett, gyakran külföldi arisztokraták és politikusok. Ilyen csillag látható pl. József Ágost osztrák főherceg, magyar királyi herceg díszruháján is. Megjegyzendő, hogy József Ágost főherceg volt az egyedüli személy, akinek ezt a kitüntetést – amit egyébként kifejezetten polgári érdemekért ítéltek oda – hadi ékítménnyel és kardokkal kiegészítve adományozták.

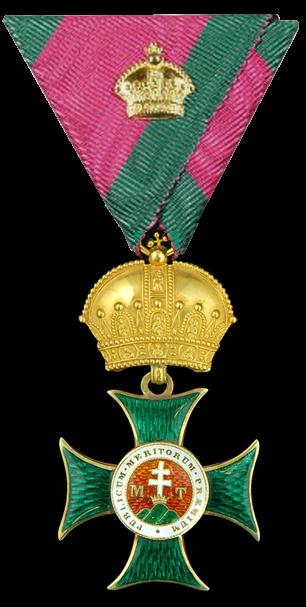
A rend lovagkeresztje a középkereszt kisdíszítményével
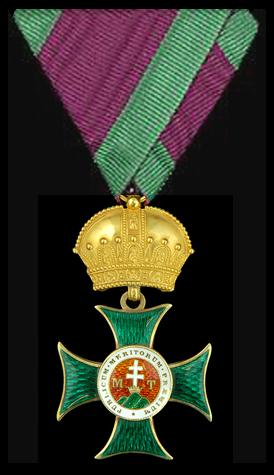
A rend lovagkeresztje
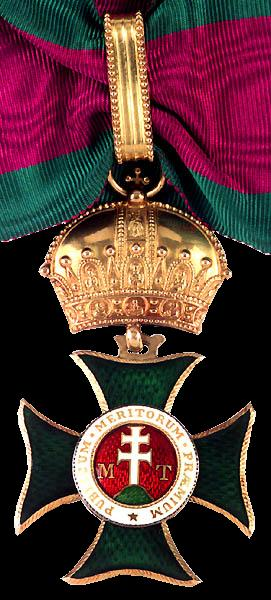
A rend középkeresztje
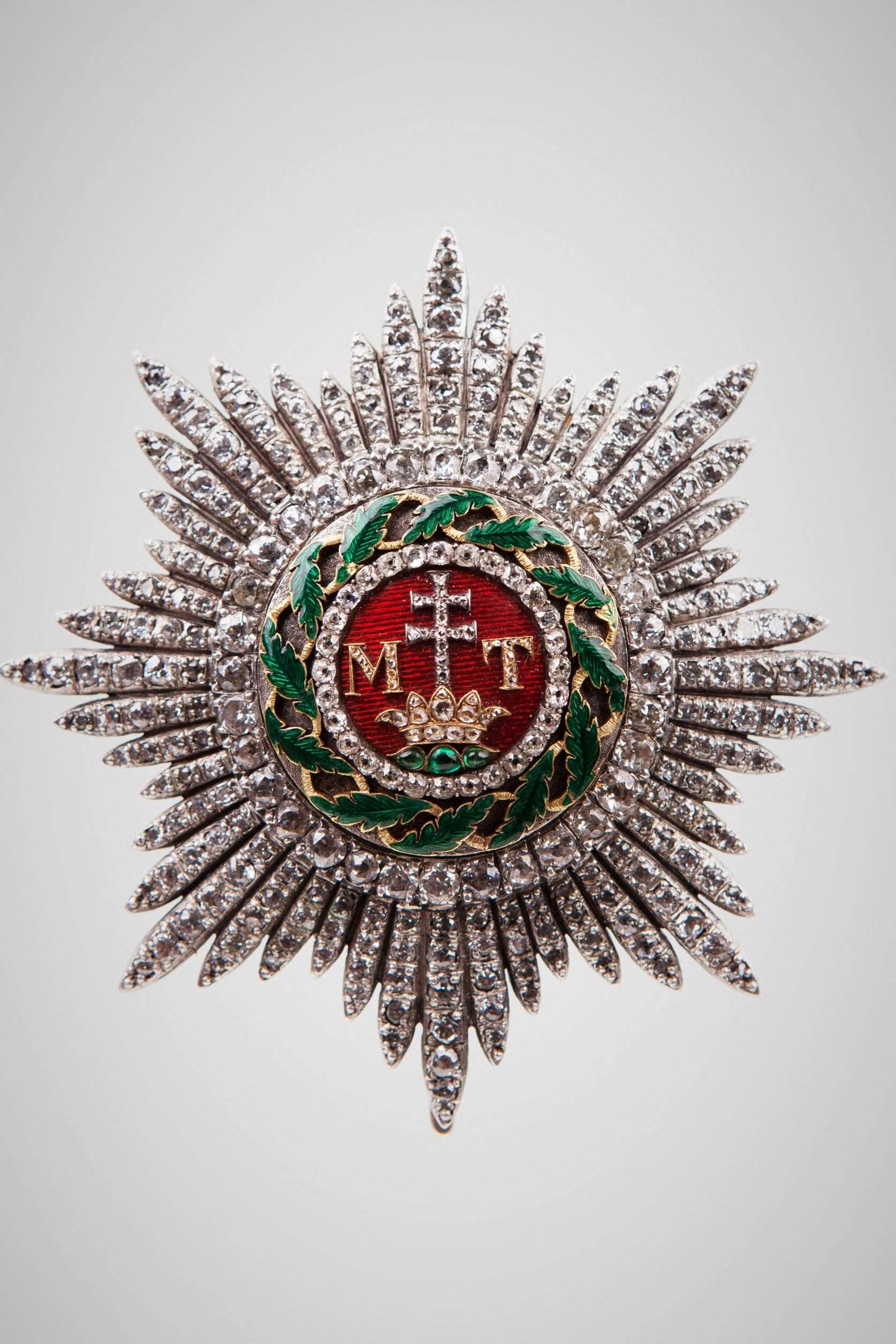
A nagykereszt csillaga
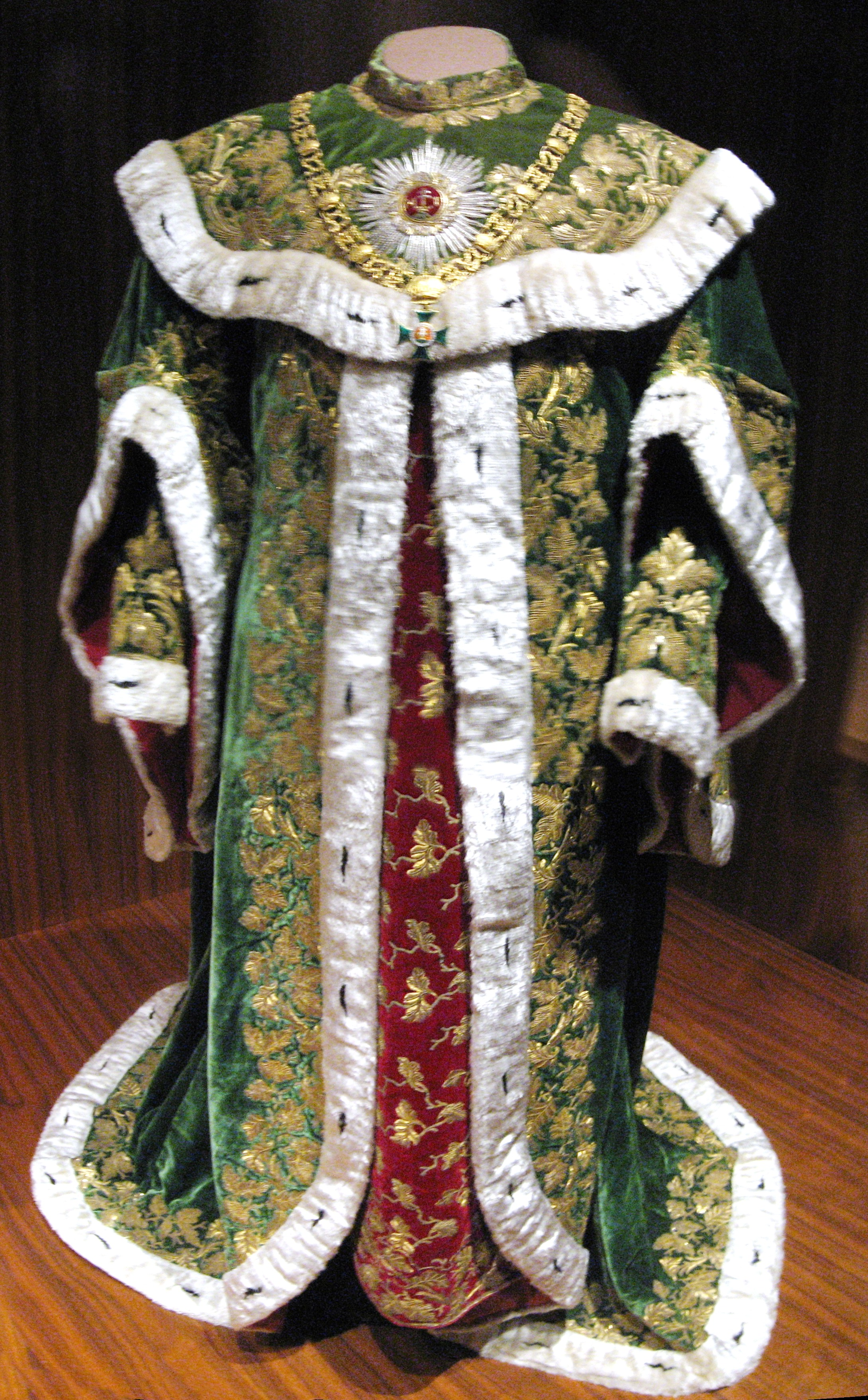
A rend ornátusa (díszöltözete) (1820)

A nagykeresztet csak olyanok nyerhették el, akik negyedíziglen (azaz négy generációra visszamenőleg) ősiséget tudtak kimutatni. A rend ünnepnapja augusztus 20-a volt, nagymestere a mindenkori koronás uralkodó. Mindhárom osztályának jelvénye egyforma, csak nagyságban eltérő: aranyszegélyű, sötétzöld zománcos kereszt, amelynek formája ugyanolyan, mint a Mária Terézia-rendé, fölötte a magyar királyi korona képével. A kereszt középpajzsa kerek, vörös zománcos, benne a koronás zöld hármas halmon fehér kettős kereszt áll, jobbról M.T., azaz M(aria) T(eresia) kezdőbetűk arany színben. A középpajzsot arany szegélyű karikagyűrű fogja körbe, benne a rend jelmondata, a Publicum Meritorum Praemium olvasható. Hátlapján tölgykoszorú, ezen belül fehér alapon a rövidített S(anc)to St(ephano) R(eg)i Ap(ostolico), azaz Szent Istvánnak apostoli királynak szöveg, arany betűkkel.

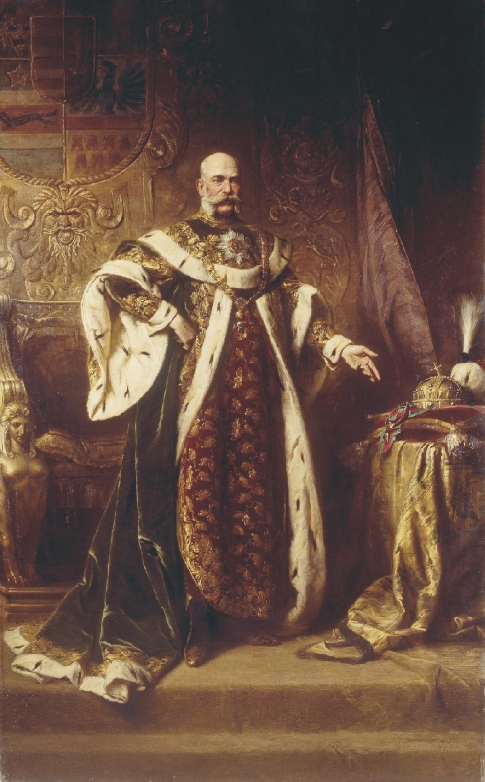
Ferenc József király a rend díszöltözetében (Benczúr Gyula festménye

A Szent István-rend tagsága, hasonlóan a többi legrangosabb lovagrend tagságához, nem volt örökölhető. A kitüntetett személyek az adományozott kitüntetést és tartozékait átvételi elismervény ellenében vehették át, ebben kötelezték magukat, hogy haláluk után örököseik a kitüntetést, a hozzá tartozó díszruhát, valamint a kiegészítőket a rend kancelláriájának visszaszolgáltatják az uralkodónak. Ha egy rendtag később magasabb osztály tagjává vált (azaz pl. egy kiskeresztes később középkeresztet kapott), akkor ugyanilyen módon kötelezve volt az alacsonyabb osztály kitüntetését és tartozékait (közös megjelöléssel: dekorációit) visszaszolgáltatni. E visszaszolgáltatott dekorációkat, a szükséges javítások után azután újra kiosztották.
A rend egész fennállása alatt meg tudta őrizni magyar jellegét annak ellenére, hogy az egész Habsburg Birodalomban adományozták. A három osztályos rend (nagy-, közép- és kiskereszt) csak férfiaknak juthatott osztályrészül, az egyetlen kivétel maga a királynő volt, aki egyben a rend első nagymesteri tisztét is ellátta.
Az adományozás gyakorlatáról meg kell jegyezni, hogy általában civil szolgálatokért, teljesítményekért nyújtották át. Az adományozottak között elsősorban állami tisztségviselőket, magas hivatalnokokat, a diplomáciai testület tagjait találjuk. Vezető beosztású jogászok is kaptak a kitüntetésből, a XIX. század második felétől pedig a tudomány és a művészet kiemelkedő képviselőit is jutalmazták, elsősorban a kiskereszttel. A mindenkori esztergomi érsek, a nagykereszt viselőjeként, állandó rendtagként, mint a rend prelátusa, intézte a rend egyházzal kapcsolatos ügyeit. Hogy a kitüntetés nem mindig, sőt általában nem a valóságos teljesítményt jutalmazta, az kitűnik a rendtagok névsorának tanulmányozásából. Pandula ennek alátámasztására idéz is ebből a névsorból, amiből az is látszik, hogy többségében magyar személyiségek kapták a kitüntetést.
A Monarchia külpolitikai érdekeiből adódóan, elsősorban a napóleoni háborúktól kezdve, külföldi személyiségek is megkaphatták a rendet. Oroszország, Franciaország, Spanyolország, Olaszország uralkodói, ezen uralkodóházak tagjai mondhatták magukat legnagyobb számban a Szent István-Rend tulajdonosának, ha a kiskereszteseket (lovag) is hozzászámoljuk, akkor, viszont a különböző német államok vezetik a listát.18
1767–69 között Franz Anton Maulbertsch osztrák festő (1724–1796) a bécsi magyar kancellária épületének mennyezetére felfestette a Szent István-rend megalapításának történeti allegóriáját. A kép egyik vázlata ma az ukrajnai Lembergben, a Festészeti Galériában (Galereja Misztectv) látható
A rend jelvényének adományozása, a rendbe történő felvétel egyes esetekben kínos problémát is okozott. Például ha a jelölt személy politikai nézetei ellentétesek voltak az adományozó személy által képviseltekkel. Így például 1867-ben Arany János is szerette volna visszautasítani a neki adományozott kiskeresztet. Hosszas citálás után azonban belenyugodott és bár nem viselte nyilvánosan, de felkerült a Szt. István Rend tagjainak hivatalos listájára (Arany János kiskeresztes lovagként (1867) szerepel (→Arany János).
A rend tagjai a rend egész fennállása alatt ápolták mind a névadó szent király emlékét, mind pedig az alapító királynőét. A 19. század közepéig minden év augusztus 20-án, Szent István napján, megtartották a Szent István-rend ünnepét. A rend és tagsága a közös, István-napi ünnepségeket a kapucinusok templomában tartották, Mária Terézia szobrának avatásán is igen nagy számban jelentek meg a rendtagok. Az ünnepélyes alkalmakkor fölvették a tagsághoz járó díszes rendi öltözéket az aznap aranyláncra függesztett kereszttel. A kitüntetés középkeresztjét nyakba akasztható szalagon viselték, míg a kiskereszt háromszögű szalagon függött. Ezt az utóbbi fokozatot kapta meg a 19. század utolsó harmadában (több más polgári személyiség mellett) Arany János és Munkácsy Mihály is.

### A Magyar Királyság (1918–1944) éveiben
1918-ban felbomlott az Osztrák–Magyar Monarchia, és megszűnt annak kitüntetési rendszere is. Az új magyar államvezetés nagy jelentőséget tulajdonított a magyarnak tekintett rendi tradícióinak ápolásának. Hosszas tárgyalások kezdődtek az utódállamok (az Osztrák Köztársaság és a Magyar Királyság) között, hogy a Bécsben székelő Rendirodáknak korábban visszaszolgáltatott kitüntetések melyik állam kormányát illetik meg. A közjogi vita alapját az képezte, hogy Mária Terézia de jure pontosan milyen uralkodói minőségében alapította a rendet, magyar királynőként, német-római császárnéként vagy Ausztria főhercegnőjeként. Egyik fél sem fogadta el a másik érveit, a vitát nem tudták jogerősen lezárni, de a rendi tulajdont sikerült Magyarországra átörökíteni.
1938 márciusában az Anschluss során Ausztriát a Német Birodalomhoz csatolták. Az önálló osztrák állam – mint a Osztrák–Magyar Monarchia utódállama – de jure megszűnt. A pillanatnyi joghézagot kihasználva Horthy Miklós kormányzó úgy rendelkezett, hogy a Szent István-rend alapszabályához 1938. november 4-i hatállyal csatolják hozzá a következő kiegészítést:
„Mindaddig, amíg Magyarországon a királyi hatalomba foglalt jogokat a kormányzó gyakorolja, a Rend nagymesteri teendőit Magyarországon a kormányzó látja el.”
A rend hivatalos elnevezése 1938-tól kezdve Magyar Királyi Szent István-rendre változott. Horthy kormányzó, mint a Szent István-rend nagymestere első alkalommal gróf széki Teleki Pál miniszterelnöknek adományozta a rend nagykeresztjét, 1940. szeptember 25-én. A felújított lovagrend utolsó éveiben már csak néhány adományozásra került sor. A középkeresztet Uray István, a kormányzói kabinetiroda főnöke kapta meg 1943. február 12-én. A nagykeresztet 1941–43 között Hermann Göring, a Német Birodalom marsallja, Joachim von Ribbentrop német külügyminiszter, és Galeazzo Ciano olasz külügyminiszter kapta meg. A rend utolsó adományozottja Serédi Jusztinián hercegprímás volt, aki 1944-ben kapta meg a nagykeresztet. A német megszállás és a nyilas hatalomátvétel nyomán a rendi adományozások 1944-ben megszűntek.
A Szent István-rendet a Magyar Országgyűlés 1946-ban, a köztársasági államforma kikiáltásával egyidejűleg megszüntette. A rend tárgyi emlékeinek fájdalmasan nagy része nem élte túl a világháború utolsó szakaszát és az azt követő kommunista hatalomátvételt.

### A Szent-István-rend utóélete
Az 1946-ban kikiáltott II. Magyar Köztársaság még ebben az évben létrehozta a Magyar Köztársasági Érdemrendet, bevallottan a régi monarchisztikus Szent István-rend helyettesítésére, felváltására. Az 1989-es rendszerváltást követően (2003-ban ) ez az érdemrend azonos névvel új formát kapott. A közhiedelem szerint az új Köztársasági Érdemrend a régi Szent István-rend utánérzése, (Marosi Ernő akadémikus szerint annak csupán „gyenge neobarokk változata”) lett volna.
Falerisztikában jártas szakértők viszont rámutattak, hogy a mai köztársasági kitüntetés nem a Szent István-rendre, hanem egy másikra, a Mészáros Lázár hadügyminiszter által az 1848–49-es forradalom és szabadságharc alatt terveztetett Magyar Katonai Érdemrendre és annak utódváltozataira hasonlít. (A szabadságharc idején a Magyar Katonai Érdemrendnek csak ideiglenes változatát adták át több személynek, a végleges érdemrend a bukás miatt nem készülhetett el. Többen már az emigrációba kényszerült Kossuth Lajostól kapták e kitüntetést. Az érdemrendet Horthy Miklós kormányzó az 1920-as évek elején apróbb formai módosításokkal Magyar Érdemkereszt, majd Magyar Érdemrend néven adományozta. A 2003-ban megújított Magyar Köztársasági Érdemrend formája erre a Mészáros-féle tervre és annak utódaira hasonlít.)
A Mária Terézia által alapított Szent István-rend állami kézben maradt példányai ma a Magyar Nemzeti Múzeumban és a budavári Hadtörténeti Múzeumban láthatók. A bécsi Burg kincstára (Schatzkammer) is számos példányt őriz. A magángyűjtemények közül e tekintetben a leggazdagabb kollekciót Zeidler Sándor gyűjtő birtokolja.

### Magyar Szent István-rend
2011-ben a CCII. törvény alapította meg a korábbi kitüntetés megújításaként. A mindenkori köztársasági elnök a rend kitüntetettje. A kitüntetés a „Magyarország érdekében tett legkiemelkedőbb különleges érdemek, kimagasló életművek, nemzetközi téren szerzett jelentős értékek elismerésére szolgál.” A miniszterelnök javaslatára a köztársasági elnök adományozza.
2013-ban Lámfalussy Sándor és Egerszegi Krisztina kapta meg.
2014-ben Rubik Ernő magyar játéktervező és Kertész Imre író kapta meg.
2015-ben Polgár Judit magyar sakkozó, nemzetközi nagymester, és Eötvös Péter zeneszerző kapta meg.

## Adományozások száma
[forrás?]
| Adományozó uralkodó (államfő)       | Évek       | Nagykereszt belföldi/külföldi személynek | Középkereszt belföldi/külföldi személynek | Kiskereszt belföldi/külföldi személynek |        |
| Mária Terézia királynő              | 1764–1765. | 14 / –                                   | 14 / –                                    | 18 / –                                  |        |
| II. József császár és király        | 1765–1790. | 43 / 4                                   | 51 / 2                                    | 92 / –                                  |        |
| II. Lipót császár és király         | 1790–1792. | 4 / 1                                    | – / –                                     | – / –                                   |        |
| I. Ferenc császár és király         | 1792–1835. | 72 / 109                                 | 79 / 18                                   | 135 / 8                                 |        |
| I. (V.) Ferdinánd császár és király | 1835–1848. | 12 / 36                                  | 29 / 05                                   | 37 / –                                  |        |
| I. Ferenc József császár és király  | 1848–1916. | 153 / 398                                | 64 / 7                                    | 294 / 3                                 |        |
| I. (IV.) Károly császár és király   | 1916–1918. | 13 / 22                                  | 8 / 1                                     | 24 / 1                                  |        |
| Összesen                            | 1764–1918. | 881 adományozás                          | 278 adományozás                           | 612 adományozás                         | [ 11 ] |
| Horthy Miklós kormányzó             | 1938–1944. | 2 / 3                                    | 1 / –                                     | – / –                                   |        |
| Áder János köztársasági elnök       | 2012–2021  | 5 / 1                                    | – / –                                     | – / –                                   |        |
| Novák Katalin köztársasági elnök    | 2022–      | 5 / –                                    | – / –                                     | – / –                                   |        |